# Općina Straža
Općina Straža (slo.: Občina Straža) je općina u jugoistočnoj Sloveniji u pokrajini Dolenjskoj i statističkoj regiji Jugoistočna Slovenija. Središte općine je naselje Straža s 1.961 stanovnikom. Općina je nastala 1. ožujka 2006. godine izvajanjem iz Gradske općine Novo Mesto.

## Zemljopis
Općina se prostire duž rijeke Krke

## Naselja u općini
Dolnje Mraševo, Drganja sela, Jurka vas, Loke, Podgora, Potok, Prapreče pri Straži, Rumanja vas, Straža, Vavta vas, Zalog. 

## Vanjske poveznice
- Službena stranica općine